# Johann Brotan

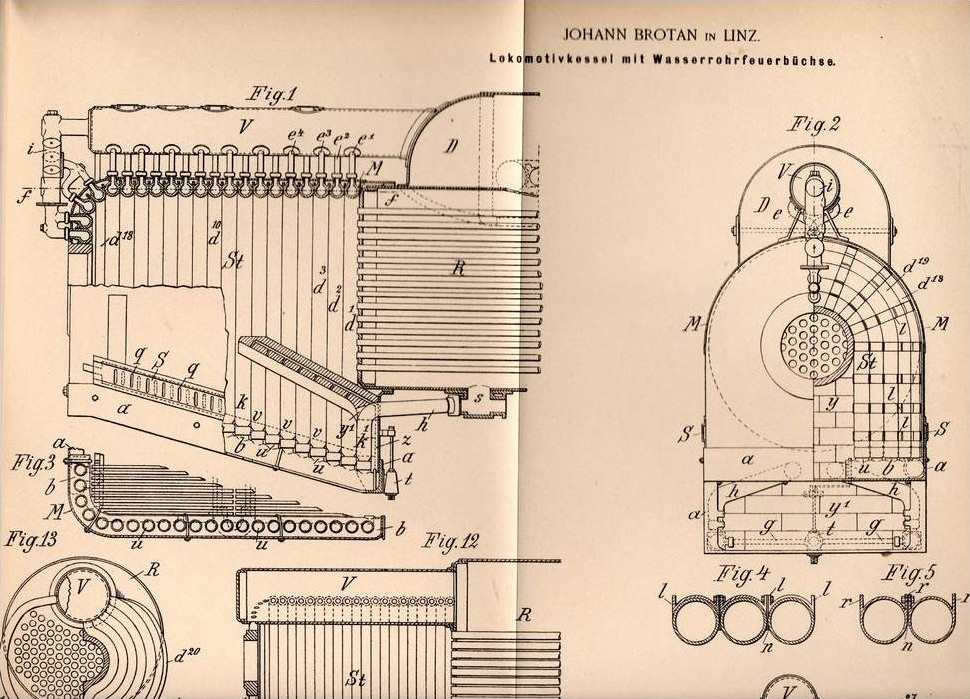
Původní patent Johanna Brotana na kotel na lokomotivu (1898)

Johann Brotan (24. června 1843, Klatovy – 20. listopadu 1918, Vídeň) byl rakouský stavitel lokomotiv.

## Život
Johann Brotan vystudoval Polytechnický institut ve Vídni. Pracoval pro státní společnost pro výstavbu telegrafů, pro Theiss-Eisenbahn-Gesellschaft, Maďarskou východní dráhu a Lemberg-Czernowitz-Jassy Eisenbahn. Poté v roce 1890 nastoupil ke kkStB (CK státní dráhy).
V letech 1902 – 1909 byl přednostou lokomotivních dílen ve Gmündu (České Velenice), později dílen na Wien Westbahnhof. V roce 1912 odešel do penze.
Je znám především jako konstruktér originálního řešení skříňového kotle lokomotiv – Brotanova kotle.